# シフノス島
シフノス島（シフノスとう、ギリシア語: Σίφνος / Sifnos）は、ギリシャ、キクラデス諸島の島。セリフォス島とミロス島の間にあり、あまり観光地化されていない。ピレウスから約130km離れており、フェリーがやってくる。
古代は金鉱・銀鉱があったため豊かな島だった。現在は、良質な泥と乾燥した気候のため、エーゲ海随一の陶芸の盛んな島となっている。

## 外部リンク

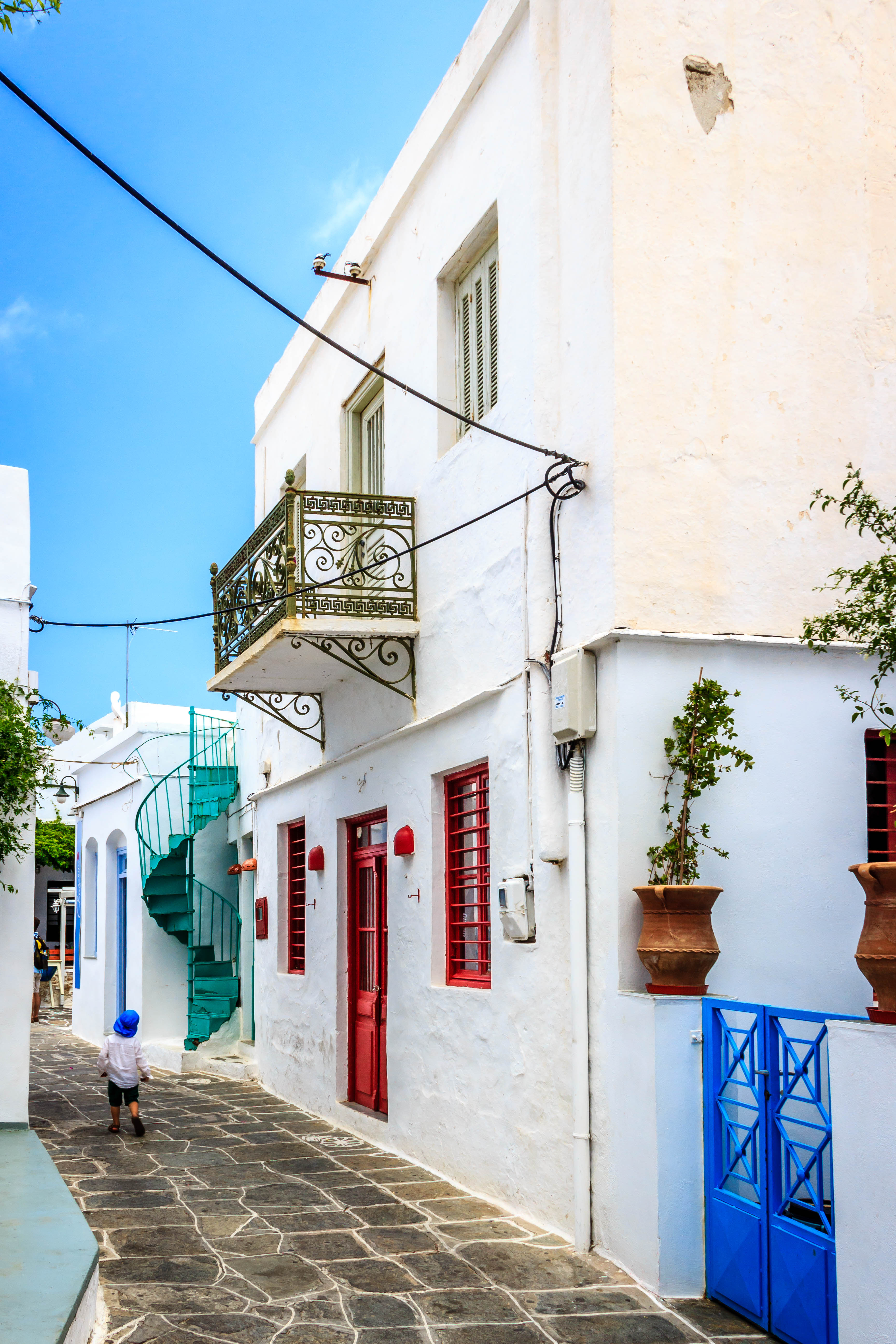
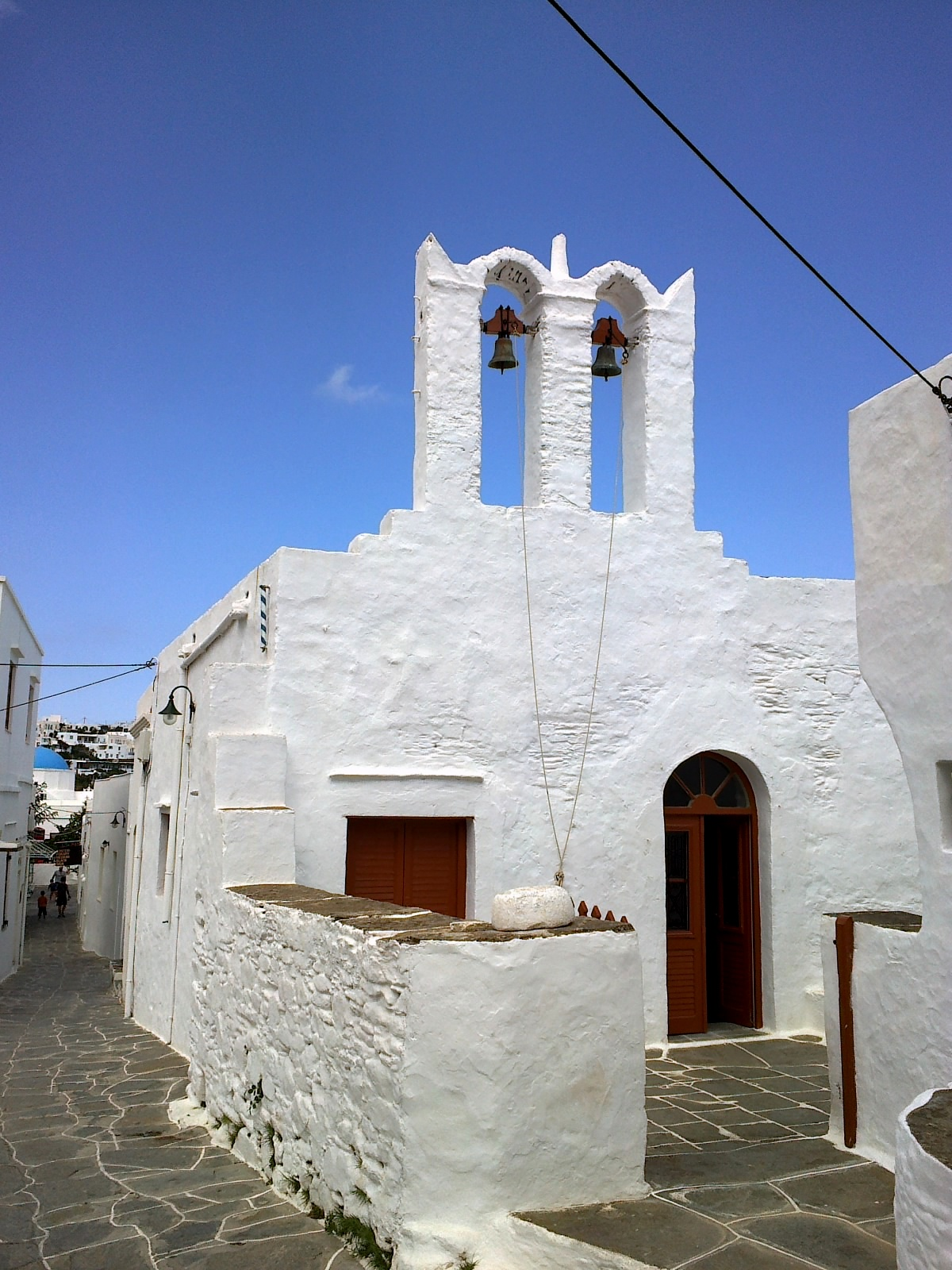
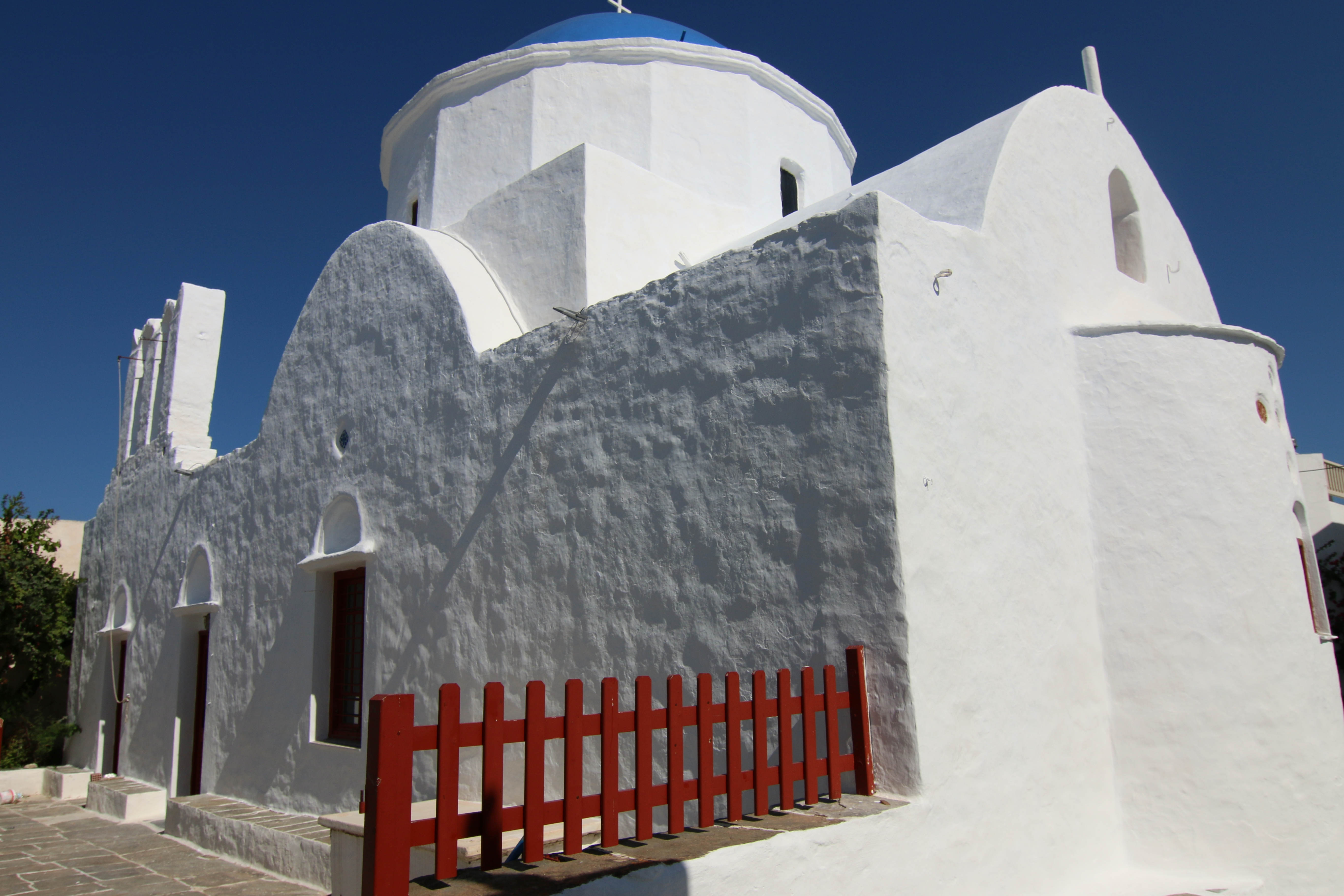
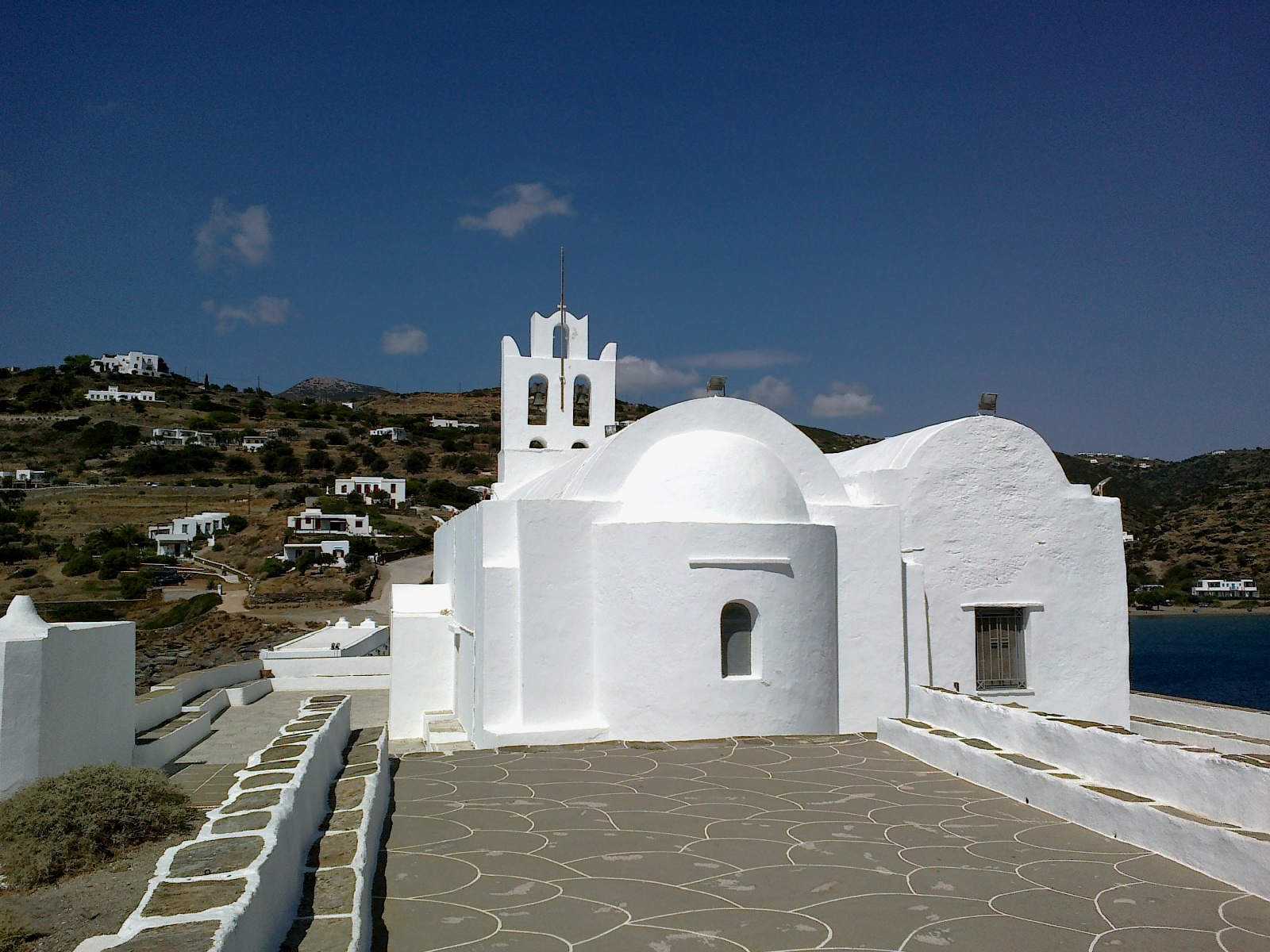
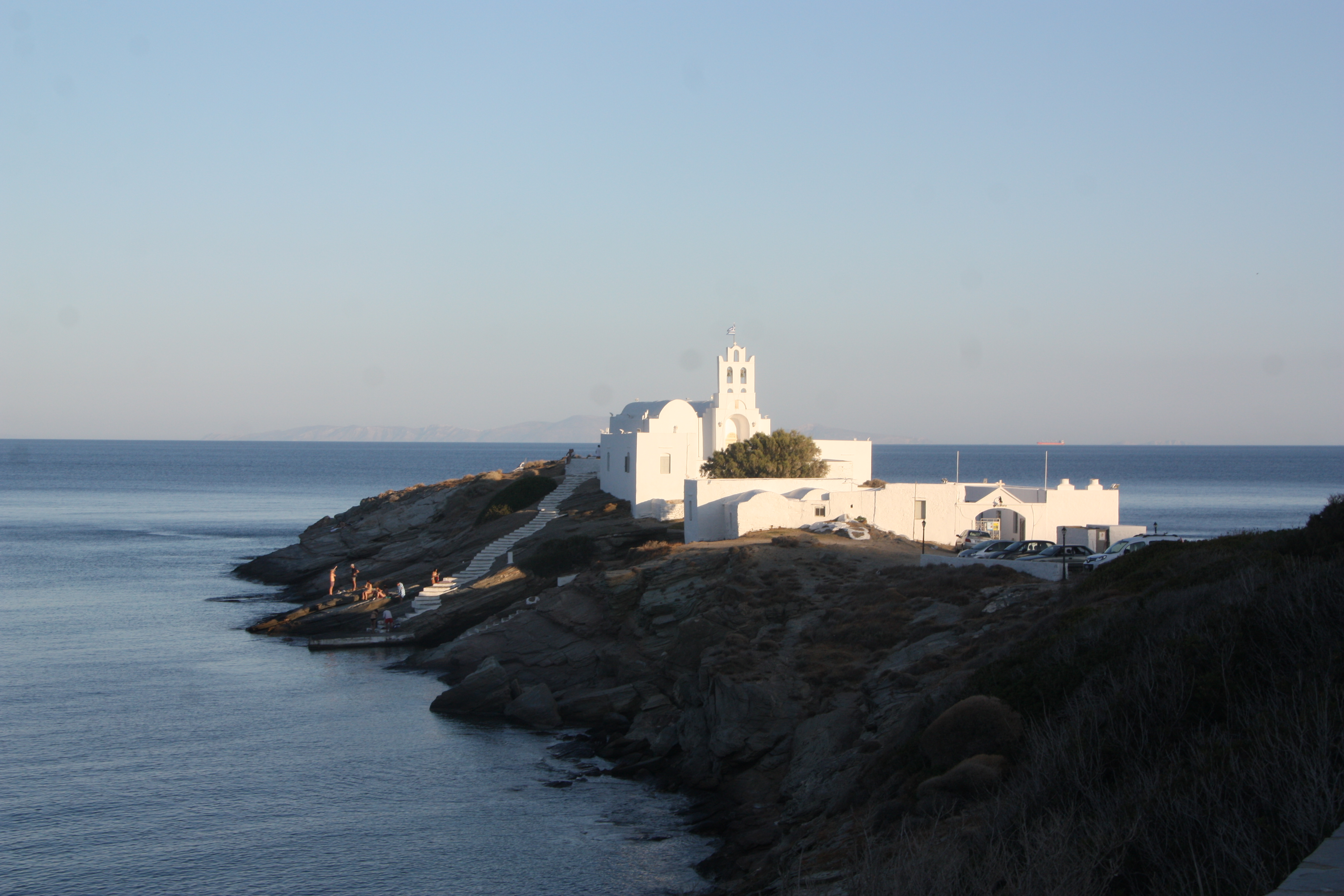
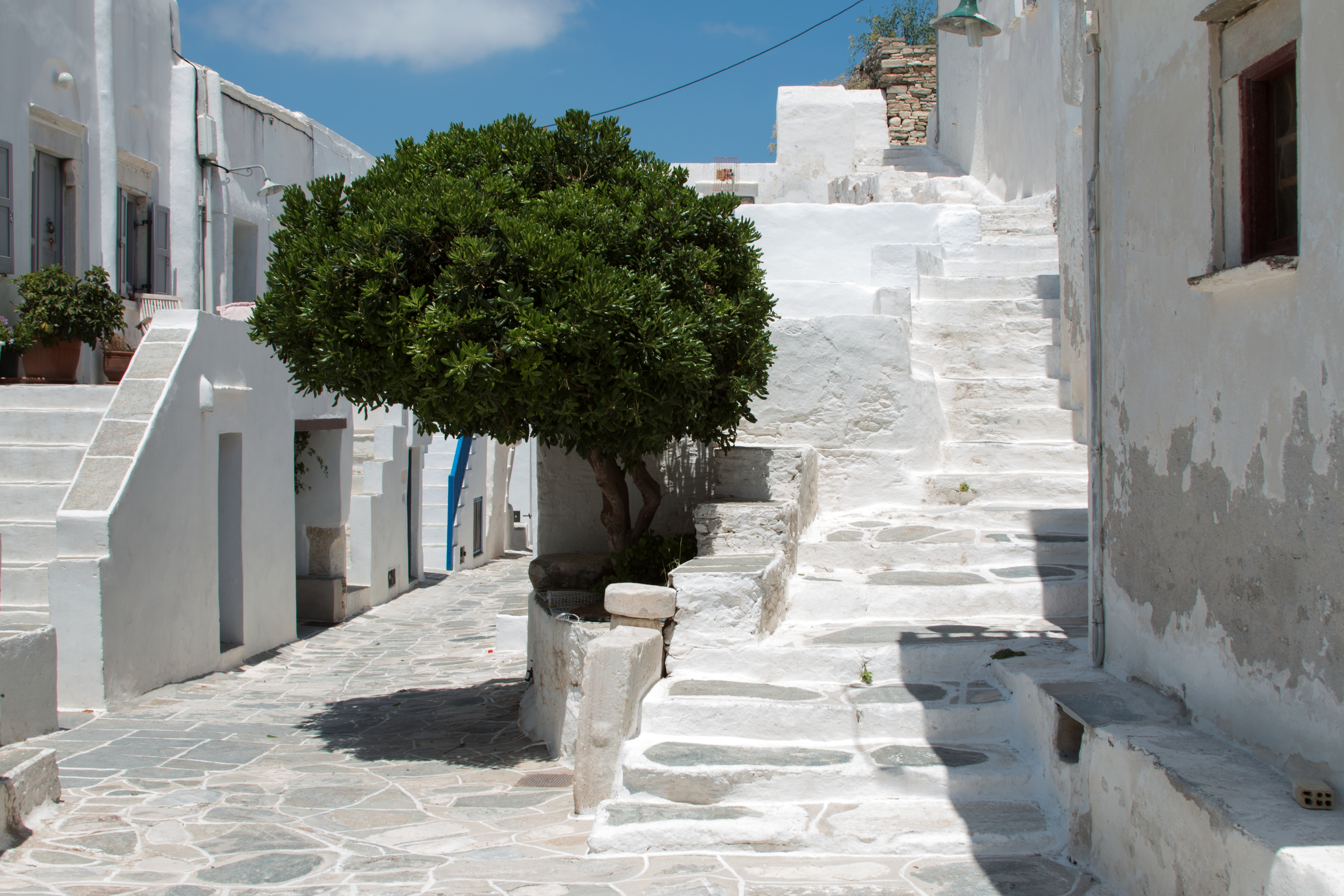